# 直潭淨水廠槍擊案
直潭淨水廠槍擊案，亦稱洪炎進事件、直潭連事件，發生於1989年5月13日星期六凌晨三時，是中華民國國軍志願役軍人涉及的一起嚴重治安事件。

## 事件經過
1989年5月13日，於駐守在臺北自來水事業處位於臺北縣新店市直潭淨水廠的中華民國憲兵第二一三營第二連的三年半志願役預備士官下士洪炎進，在當天凌晨三點擔任輪值安全士官。因前來接班的中士黃得益喝醉酒拖哨遲到長達一小時多，洪炎進盛怒之下，持一把T65突擊步槍向黃得益掃射，黃得益當場中槍死亡。
由於深夜營區槍聲大作驚動連上官兵，有官兵企圖靠近，卻被洪炎進揮槍阻止，並順勢衝入軍械室，拿了200發子彈及三顆手榴彈，繼續向附近的機動班掃射，又造成一死四傷；洪炎進隨即又衝進二樓的寢室內，向副連長室連開七十二槍後，再投擲兩枚手榴彈再造成一死一傷。當天凌晨營區內共死亡三人，重傷五人。死者計有：黃得益、張育城、鄒本逸，另外許民山、連世震、林慶熙、曾再彬和劉文瑞等五名輕重傷，傷者均緊急送往臺北市三軍總醫院救治。
洪炎進在行兇後，攜帶65式步槍、手榴彈一枚及大批子彈逃出營區，直接朝淨水廠大門走出，往思源橋沿新店市新潭路方向逃亡。直潭憲兵連先將上述五名傷患送醫急救，不料「軍-9196031號」巡邏車在行經新店市北新路新店市公所前時，又不幸撞到路樹發生車禍。
案發後，國防部憲兵司令部第202指揮部指揮官湯先智少將立即下令調派臺北憲兵隊緊急動員至少五百名兵力進行搜索圍捕行動；另外，此事件亦動員憲兵特勤隊加入搜索圍捕，行動代號為「夜鷹」，這是憲兵特勤隊的行動首度在台灣電視媒體與國人面前曝光。由於洪炎進攜械逃往山區，行蹤不明，當時憲兵搜索部隊以一個排為單位，並搭配一個伍的特勤隊隊員與軍犬，沿著直潭溪邊搜索洪炎進下落。
洪炎進不久就在次日（5月14日）凌晨3點20分，在直潭壩出水口一帶遭到逮捕，他被發現時，渾身濕透又飢餓；洪炎進將偷竊的65步槍與兩百顆子彈和剩下的一枚手榴彈全被他丟進直潭壩水裡。當日上午，憲兵司令部立即派兵撈起槍彈，並於當日下午找到全部子彈。洪炎進被憲兵逮捕後，先被送往憲兵司令部，下午再送往新店軍法處拘留。
中華民國國防部隨後召開記者會宣稱，此慘案發生原因是洪炎進父親不久前去世，之後他又跟女朋友感情糾紛，再加上夜哨接班爭執，才導致大禍。不過，洪炎進的母親對此說法表示懷疑，稱洪炎進並沒有要好的女朋友，更不相信從小沒打過架的洪炎進會開槍殺人。洪炎進生長在貧戶低收入家庭，在家中排行老大，有三個弟弟一個妹妹，父親在十幾年前摔傷癱瘓，已因故於1988年去世。
洪炎進被逮捕後，經軍事法庭判處死刑定讞，1989年7月25日於新店安坑刑場執行槍決，執法憲兵總共開了5槍才將洪炎進槍決伏法，國防部當時曾召集國軍各部隊頑劣份子，到場觀看槍決過程，以儆效尤。當時刑場安全維護勤務由憲兵第三三二營負責，刑場槍決勤務則由憲兵第202指揮部兵器連士官負責。

### 引用
1. ↑  反恐特勤部隊出擊 梟獍喪膽(1989-05-14/聯合報/07版/社會新聞)[永久]
2. ↑  .   [2017-01-03]. （原始内容存档于2017-01-03）.
3. ↑  .   [2017-01-03]. （原始内容存档于2017-01-03）.
4. ↑  .   [2017-01-03]. （原始内容存档于2018-10-11）.